# Adão de Bremen
Adão de Bremen, também conhecido como Adam de Bremen (em alemão:  Adam von Bremen; em latim: Adamus Bremensis; nascido antes de 1050 – falecido antes de 1095) foi um cronista medieval alemão que viveu na segunda metade do século XI. 

Ele é famoso principalmente por sua crônica "Gesta Hammaburgensis Ecclesiae Pontificum" ("Atos dos Bispos da Igreja de Hamburgo" ou "A Crônica dos Bispos de Hamburgo").

## Vida
Pouco se sabe sobre a vida de Adão exceto por algumas pistas que ele deixou em suas crônicas. Acredita-se que tenha nascido em Meissen (em latim: Misnia), na Saxônia As datas de seu nascimento e morte são incertas, mas é provável que tenha nascido antes de 1050 e morrido no dia 12 de outubro de um ano desconhecido (possivelmente 1081, o mais tardar 1085). A partir de sua crônica, é evidente que Adão conhecia diversos autores mais antigos e o apelido "Magister Adam" demonstra que ele passou por todos os estágios da educação clássica.

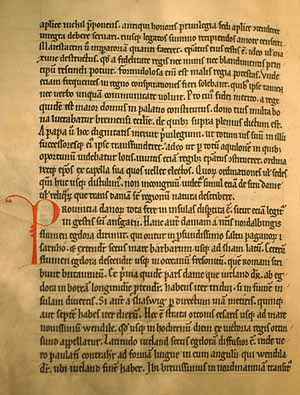
Fólio de um manuscrito do século XI da "Gesta"

Em 1066 ou 1067, ele foi convidado pelo arcebispo Adalberto de Hamburgo a se juntar à arquidiocese de Hamburgo-Brema. Adão foi aceito pelos capitulários de Brema e, já em 1069, aparece como diretor da escola catedrática. Logo depois, começou a escrever a história de Brema-Hamburgo e das terras para o norte em sua "Gesta".
Sua posição e as atividades missionárias da igreja de Brema permitiram-lhe juntar muitas informações sobre a história e a geografia do norte da Alemanha. Uma estadia na corte de Sueno II da Dinamarca (Svend Estridsen) deu-lhe a oportunidade de recolher informações sobre a história e a geografia da Dinamarca e dos demais países escandinavos nos séculos X e XI.
Brema era um grande centro comercial e navios, comerciantes e missionários partiam dali para muitos destinos diferentes. A sede da arquidiocese em Hamburgo já havia sido atacada e destruída muitas vezes e, por causa disso, as sés de Hamburgo e Brema acabaram combinadas para poderem se proteger melhor. Por 300 anos, começando com o bispo Ansgário, a Arquidiocese de Hamburgo-Brema foi chamada de "Missão do Norte" e tinha jurisdição sobre todas as missões na Escandinávia, noroeste da Rússia, Islândia e Groenlândia. Depois de uma discussão entre o arcebispo com o papa Pascoal II em 1105, uma outra arquidiocese para o norte foi criada em Lund.

## Obras
A magnum opus de Adão de Brema é a "Gesta Hammaburgensis Ecclesiae Pontificum" ("Atos dos Bispos da Igreja de Hamburgo"), que ele começou somente depois da morte do arcebispos Adalberto. Trata-se de uma obra em quatro livros sobre a história da Arquidiocese de Hamburgo-Brema e das ilhas do norte. Os primeiros três são históricos e o último, geográfico. Adão baseou-os parcialmente em Eginhardo, Cassiodoro e outros historiadores mais antigos, aproveitando-se da vasta biblioteca que tinha à sua disposição na igreja de Brema. A primeira edição manuscrita foi completada em 1075/1076.
O primeiro livro conta a história de 788 em diante, principalmente a missão cristão no "Norte" e é a principal fonte para os eventos da época na região até o século XIII. O segundo, continua o relato e trata da história da Alemanha entre 940 e 1045. O terceiro relata principalmente os atos do arcebispo Adalberto e é considerado um marco na literatura biográfica medieval.
O quarto livro, "Descriptio insularum Aquilonis", completado por volta de 1075, trata de geografia, pessoas e costumes na Escandinávia, além de atualizar informações sobre o progresso das missões cristãs na região. A descrição do Templo de Upsália é um dos mais famosos trechos da "Gesta", mas, como o sítio arqueológico jamais foi encontrado, especula-se se a descrição de Adão é real:
| “ | Neste templo, inteiramente recoberto de ouro, o povo idolatra estátuas de três deuses postadas de forma que o mais poderoso deles, Thor, ocupa o trono no meio do salão; Wotan e Frikko [presumivelmente Frey] estão de ambos os lados. (...) Thor, dizem, comanda o ar, que governa o trovão e o relâmpago, os ventos e as chuvas, as colheitas do bom tempo. O outro, Wotan — que quer dizer "o Furioso" — é responsável pelas guerras e concede aos homens força contra seus inimigos. O terceiro é Frikko, que concede a paz e o prazer sobre os mortais. Sua imagem, também, eles concebem com um imenso falo | ” |
|   | — Gesta, Adão de Brema.. |   |

Adão também indica que a idolatria e o sacrifício humano eram práticas religiosas comuns na região: "Para todos os deuses há sacerdotes nomeados para oferecerem sacrifícios em nome do povo. Se existe uma ameaça de praga ou a fome, uma libação é derramada para o ídolo Thor; se guerra, para Wotan; se casamentos devem ser celebrados, para Frikko".
Adão era um defensor da conversão dos povos nórdicos. A exploração da Escandinávia pelos missionários havia acabado de começar e, como o quarto livro foi provavelmente criado para inspirar e guiar futuros missionários, suas detalhadas descrições fazem dele uma das mais importantes fontes sobre o período pré-cristão na região. É nele também que está o primeiro registro europeu conhecido (cap. 38) a mencionar a ilha de Vinlândia (Vinlad insula), uma localização na costa nordeste do que é hoje o Canadá.